# سنت لوئیز دی کنت، نیوبرانزویک
سنت لوئیز دی کنت، نیوبرانزویک (به انگلیسی: Saint-Louis-de-Kent, New Brunswick) یک منطقهٔ مسکونی در کانادا است که در Kent County, New Brunswick واقع شده‌است. سنت لوئیز دی کنت ۲٫۰۰ کیلومتر مربع مساحت و ۸۵۶ نفر جمعیت دارد.